# I'm your Fan
I'm Your Fan es un disco homenaje a Leonard Cohen, lanzado en 1991 y realizado por la revista francesa Les Inrockuptibles. 
La mayoría de los participantes del disco son artistas indies. El título del disco hace referencia al disco de Leonard Cohen I'm Your Man. Cuatro años después se grabaría Tower of Song.

## Lista de temas
Todos los temas son de Leonard Cohen, excepto "True love leaves no traces" y "Don't go home with your hard-on" (de Leonard Cohen y Phil Spector).
1. "Who by Fire" – The House of Love
2. "Hey, That's No Way to Say Goodbye" – Ian McCulloch
3. "I Can't Forget" – Pixies
4. "Stories of the Street" – That Petrol Emotion
5. "Bird on the Wire" – The Lilac Time
6. "Suzanne" – Geoffrey Oryema
7. "So Long, Marianne" – James
8. "Avalanche IV" – Jean-Louis Murat
9. "Don't Go Home With Your Hard-On" – David McComb & Adam Peters
10. "First We Take Manhattan" – R.E.M.
11. "Chelsea Hotel" – Lloyd Cole
12. "Tower of Song" – Robert Forster
13. "Take This Longing" – Peter Astor
14. "True Love Leaves No Traces" – Dead Famous People
15. "I'm Your Man" – Bill Pritchard
16. "A Singer Must Die" – Fatima Mansions
17. "Tower of Song" – Nick Cave and the Bad Seeds
18. "Hallelujah" – John Cale

- Datos: Q3486494